# Kayaköy

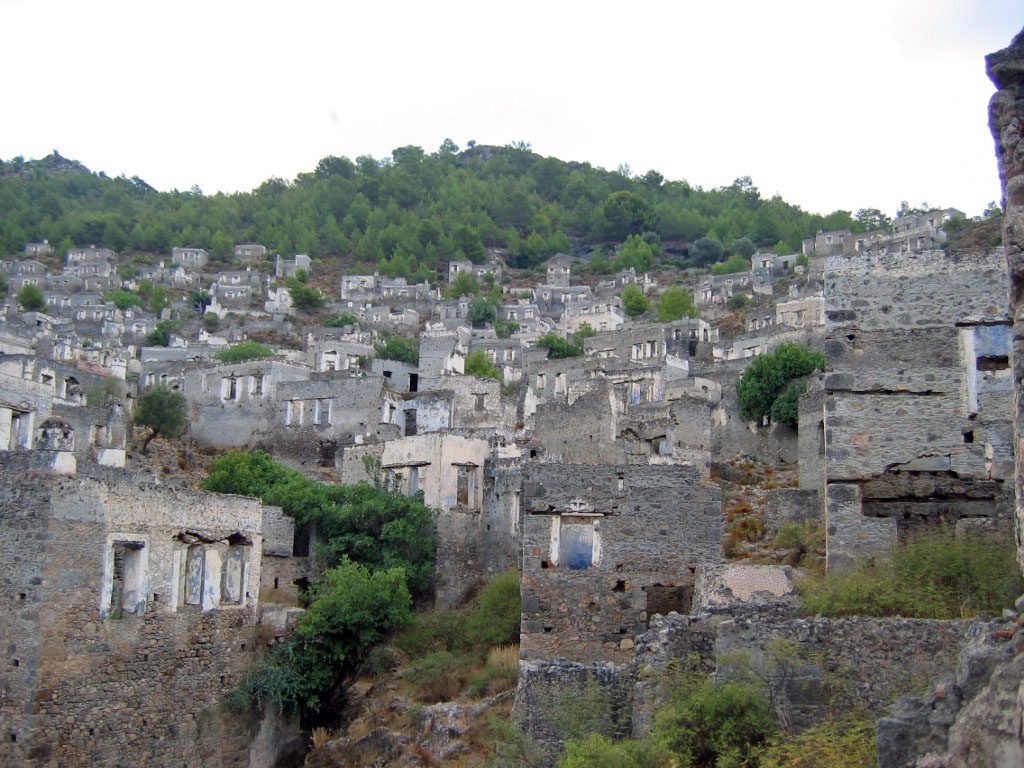
Geisterstadt Levissi

Kayaköy (türkisch für ‚Felsdorf‘; griechisch Λεβίσσι Levissi, auch Livissi Λ(ε)ιβίσσι) ist ein Dorf in der Türkei, das auf dem Gebiet einer bis 1922/23 mehrheitlich von ethnischen Griechen bewohnten Kleinstadt liegt. Der größte Teil der etwa acht Kilometer südlich von Fethiye in einem felsigen Gebirgstal gelegenen Gemeinde ist heute eine Geisterstadt. Die ehemaligen griechischen Bewohner von Levissi wurden nach den Bestimmungen des Vertrags von Lausanne vertrieben.

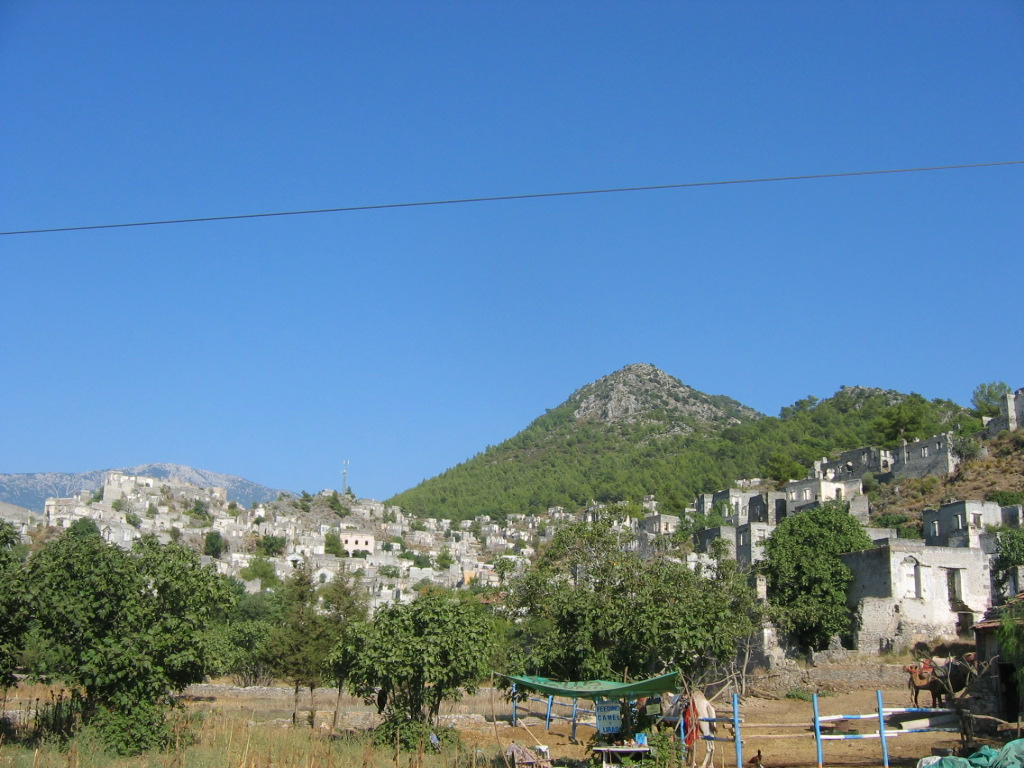
Blick auf Kayaköyü

## Geschichte
Das Gebiet von Kayaköy wurde um etwa 3000 v. Chr. erstmals besiedelt. In der Antike entstand hier die Stadt Karmylessos (altgriechisch Καρμυλησσός, lateinisch Carmylessus), die noch um 1100 als guter Hafen galt.
Im 18. Jahrhundert entstand auf den Ruinen von Carmylessus die Stadt Levissi, die eine Blüte erlebte, als ein Erdbeben 1856 und eine Feuersbrunst 1885 das benachbarte Fethiye weitgehend zerstörte. Zu dieser Zeit lebten etwa 20.000 Einwohner in Levissi. Anfang des 20. Jahrhunderts zogen die meisten Bewohner allerdings nach Fethiye zurück. Beginnend mit den Balkankriegen und bereits während des Ersten Weltkriegs wurden die griechischen Bewohner Opfer von ethnischen Säuberungen und Deportationen. Am Ende des Ersten Weltkriegs zählte die Kleinstadt je nach Quelle 2.000 bis 20.000 Einwohner.  Nach der Vertreibung der griechischen Bevölkerung, die zumeist nach Kreta floh, wurden hier aus Griechenland, unter anderem aus Thessaloniki, vertriebene Türken angesiedelt, die als Bauern jedoch in die unterhalb der Stadt gelegene Ebene zogen. Somit lag die Stadt zunächst völlig brach.

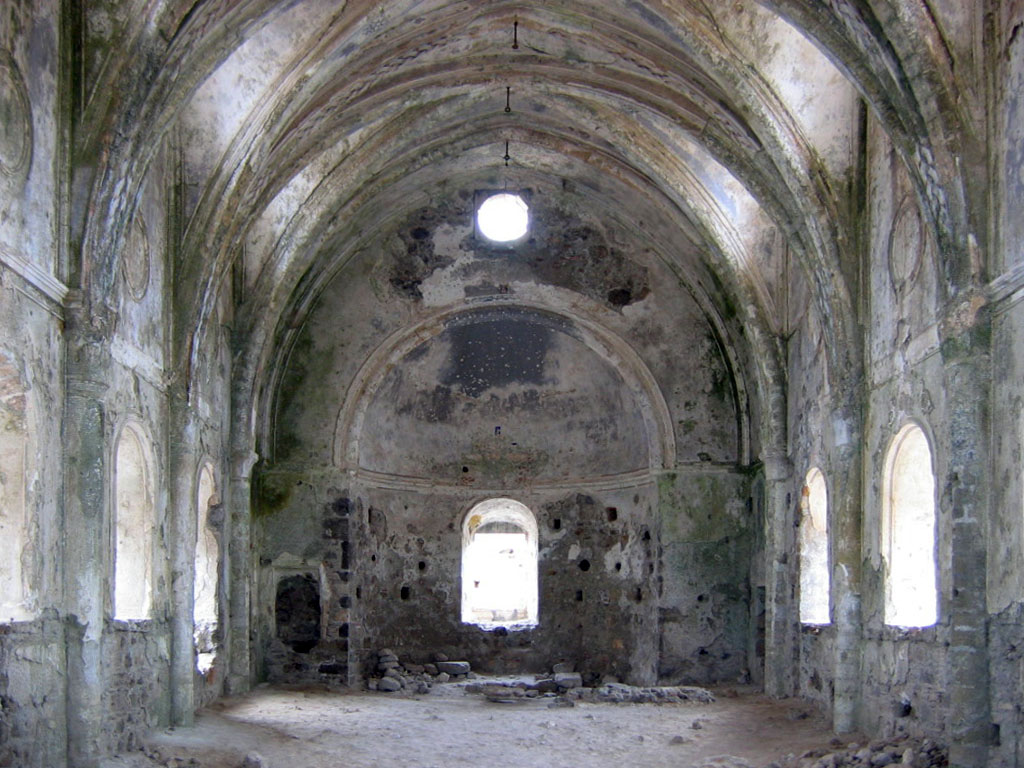
Innenraum einer aufgegebenen Kirche

Heute ist Kayaköy ein Museumsdorf und steht unter Denkmalschutz; fast 3.500 Hausruinen sind erhalten geblieben; darunter zwei griechisch-orthodoxe Kirchenruinen, die die bedeutendsten Sehenswürdigkeiten der Geisterstadt darstellen. Daneben existiert ein Privatmuseum zur Geschichte der Stadt. In der Dorfmitte steht ein Quellbrunnen aus dem 17. Jahrhundert.

## Wirtschaft
Zur Zeit Levissis waren die meisten Berufstätigen Handwerker. Wichtigster Wirtschaftsfaktor des Ortes ist der Tourismus, außerdem wird ökologischer Landbau betrieben. Es ist geplant, das Dorf teilweise zu restaurieren.

## Kulturelle Bezüge
Louis de Bernières hat für das fiktionale Dorf Eskibahçe in seinem epischen Roman Birds without wings (in Deutsch erschienen unter dem Titel Traum aus Stein und Federn) Kayaköy als Szenerie benutzt.